# اوروم (کانگیژا)
اوروم (به صربی: Orom) یک منطقهٔ مسکونی در صربستان است که در ناحیه بانات شمالی واقع شده‌است. اوروم ۱٬۵۶۱ نفر جمعیت دارد و ۱۱۵ متر بالاتر از سطح دریا واقع شده‌است.